# 八幡市立八幡小学校
八幡市立八幡小学校（やわたしりつ やわたしょうがっこう）は、京都府八幡市八幡菖蒲池にある公立小学校。

## 概要
八幡市中心部を含む地区を校区とする市立小学校である。八幡市には1972年からの10年間に新設された小学校が多いが、戦前からの歴史を誇る伝統的な小学校である。市立中学校に進学する場合、男山中学校に進学することになる。

## 沿革

### 年表
- 1873年（明治6年） - 知周校創立
- 1887年（明治20年） - 八幡尋常小学校に校名変更
- 1893年（明治26年） - 八幡尋常小学校に高等小学校設置
- 1899年（明治32年） - 男山善法律寺に補習科設立。
- 1900年（明治33年） - 八幡尋常小学校に高等科設置。八幡尋常高等小学校に校名変更。
- 1904年（明治37年） - 補習科を廃止
- 1914年（大正3年） - 八幡尋常小学校移転
- 1915年（大正4年） - 新校舎竣工
- 1920年（大正9年） - 体育館竣工
- 1926年（大正15年） - グラウンドを拡張。2階建て校舎1棟を増築
- 1934年（昭和9年）- 室戸台風で校舎が倒壊し、児童・教師に多数の死傷者がでる
- 1941年（昭和16年） - 国民学校令により、八幡国民学校に校名変更
- 1947年（昭和22年） - 学制改革により、八幡町立八幡小学校に校名変更
- 1948年（昭和23年） - 補食給食（脱脂粉乳と味噌汁）開始
- 1952年（昭和27年） - 吉野地震により、講堂・中校舎が被害を受ける
- 1960年（昭和35年） - 障害児学級を設置
- 1963年（昭和38年） - 完全給食開始
- 1964年（昭和39年） - プール新設。グラウンドを拡張
- 1966年（昭和41年） - 校舎の一部（4教室）を焼失
- 1968年（昭和43年） - 鉄筋コンクリート校舎を増築
- 1971年（昭和46年） - 本館（鉄筋コンクリート校舎）竣工。旧本館を約3か月間京都府立八幡高等学校が使用
- 1972年（昭和47年） - 八幡町立八幡第二小学校を分離。校舎を増築。体育館竣工
- 1973年（昭和48年） - 校舎を増築
- 1974年（昭和49年） - 八幡町立橋本小学校を分離
- 1976年（昭和51年） - 八幡町立中央小学校を分離
- 1977年（昭和52年） - 市制施行に伴い八幡市立八幡小学校に校名変更
- 1978年（昭和53年） - 校舎を増築
- 1981年（昭和56年） - 八幡市立八幡東小学校を分離。米飯給食を開始
- 1989年（平成元年） - 校舎大規模改造工事竣工
- 1991年（平成3年） - 体育館の大規模改造工事竣工
- 2000年（平成12年） - コンピューター教室新設
- 2002年（平成14年） - 校内LAN整備
- 2006年（平成18年） - 2学期制導入
- 2008年（平成20年） - 八幡東小学校と再統合
- 2009年（平成21年） - 耐震補強・老朽改修工事完了[1]

## 周辺施設

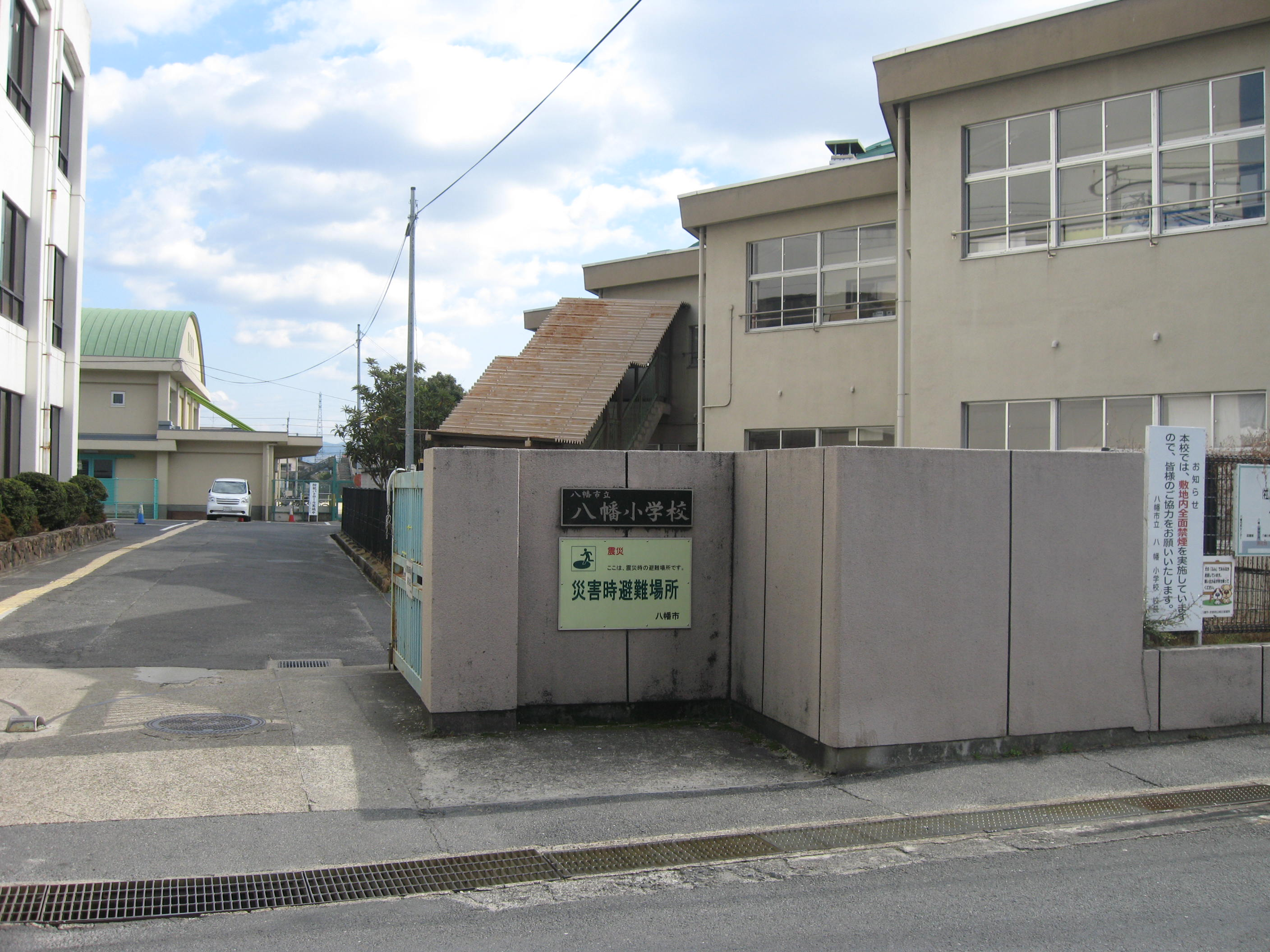
八幡小学校正門

- 八幡市立図書館
- 二区公会堂

## 交通アクセス
- 鉄道利用
  - 京阪本線 石清水八幡宮駅下車
- バス利用
  - 京阪バス「八幡小学校」下車

## 通学区域が隣接している学校
- 八幡市立有都小学校
- 八幡市立中央小学校
- 八幡市立さくら小学校
- 八幡市立橋本小学校
- 大山崎町立大山崎小学校
- 京都市立美豆小学校